# Минденмајнс (Мисури)
Минденмајнс (енгл. Mindenmines) град је у америчкој савезној држави Мисури.

## Демографија
По попису из 2010. године број становника је 365, што је 44 (-10,8%) становника мање него 2000. године.
| Група             | 2000.       | 2010.       |
| Белци             | 396 (96,8%) | 315 (86,3%) |
| Афроамериканци    | 0 (0,0%)    | 0 (0,0%)    |
| Азијати           | 0 (0,0%)    | 1 (0,3%)    |
| Хиспаноамериканци | 2 (0,5%)    | 3 (0,8%)    |
| Укупно            | 409         | 365         |